# Приђонијери (Перуђа)
Приђонијери је насеље у Италији у округу Перуђа, региону Умбрија.
Према процени из 2011. у насељу је живело 46 становника. Насеље се налази на надморској висини од 201 м.